# Андрей Борисов
 Андрей Борисов е български футболист на ФК „Септември“ – София. Играе като център нападател.

## Биография
Андрей Борисов е роден на 1 април 1973 г. в София.
Започва да тренира на 57-о училище в София, когато е 8-годишен. Първи треньор му е Блаже Пиралков. Преминава всички възрастови групи на ЦСКА „Септемврийско знаме“ / „3-ти Димитровски район“, други треньори са му: Альоша Димитров, Ангел Рангелов, Бойко Иванов, Стоян Захариев.
След разделянето на клуба остава на „Септември“, където треньори са му: Данчо Роев, Филип Филипов и Сергей Тодоров.
През 1992 – 1993 г. отбива военната си служба в школата на ЦСКА и става шампион на българската Армия. За този период също така играе в старша възраст на фк „Септември“, където е и голмайстор. Взима участия в „А“ отбора. Първия професионален договор подписва с родния си клуб. Играе още за: Миньор-Пк, Спартак-Вн (участва два пъти в международния турнир Интертото), Монтана-Монтана, Антибиотик-Лудогорец Разград, Ботев-Враца, Вихрен-Сандански, Левски-Долна баня, Миньор-Бобов дол, Етникос-Пиреа Гърция. Приключва своята кариера след тежка контузия през 2002 г.

## Футболни клубове
- Септември – София „Б“ гр. (1993 г.-1996 г.)
- Миньор – Перник „Б“ гр. (1994 г.-пролет)
- Спартак – Варна „А“ гр. (1996 г.-1997 г.)
- Монтана – Монтана „Б“ гр. (1997 г.-есен)
- Спартак – Варна „А“ гр. (1998 г.-пролет)
- Антибиотик Лудогорец – Разград „Б“ гр. (1998 г.-2000 г.)
- Ботев – Враца „Б“ гр. (2000 г.-пролет)
- Вихрен – Сандански „В“ гр. (2000 г.-есен)
- Левски – Долна баня „В“ гр. (2001 г.-пролет)
- Миньор – Бобов дол „В“ гр. (2001 г.-есен)
- Етникос Пиреа – Гърция (2002 г.)